# 谷丙转氨酶
谷丙转氨酶（缩写ALT）是一种转氨酶（EC 2.6.1.2，存在于血浆及多种身体组织中，但最常见与肝脏关联。也叫血清谷氨酸丙酮酸转氨酶（英語：serum glutamate pyruvate transaminase，简称SGPT）或丙氨酸转氨酶（英語：alanine aminotransferase，简称ALAT）。

## 分子式與分子量
谷丙转氨酶的分子式为：C₂₄₃₄H₃₈₆₇O₇₁₀N₆₈₄S₂₁P  ，（磷酸化ALT分子式為：C₂₄₃₄H₃₈₆₈O₇₁₃N₆₈₄S₂₁P₂）。
未修饰的谷丙转氨酶（原蛋白）分子式：C₂₄₂₄H₃₈₅₇N₆₈₃O₇₀₄S₂₁。  
分子量：54375.41 Da（未修饰） / 54727.40 Da。

## 功能
谷丙转氨酶能够催化将氨基从丙氨酸转移到α-酮戊二酸上的转氨基反应，这个可逆转氨基反应的产物为丙酮酸和谷氨酸。
丙氨酸 + α-酮戊二酸 ⇌ 丙酮酸 + 谷氨酸
该反应可以用下面的化学方程式表示：
CH₃CH(NH₂)COOH + HOOCCO(CH₂)₂COOH⇌  CH₃COCOOH + HOOC(CH₂)₂CH(NH₂)COOH

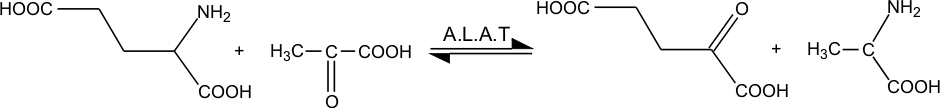
谷丙转氨酶

## 临床意义
谷丙转氨酶，和谷草转氨酶类似，是临床上进行肝功能测试的一个标准，来确定肝脏是否健康。诊断上，基本上都是以“单位每升”（U/L）为单位进行测量。近年来，谷丙转氨酶作为肝功能检测的指标仍然保持其重要性，但其临床应用已经不仅限于肝脏疾病的检测。谷丙转氨酶的临床意义扩展到了代谢健康、心血管健康，并成为综合评估肝脏和整体健康的一个重要标志物。
谷丙转氨酶含量升高的临床意义
谷丙转氨酶升高依然是肝脏疾病的主要标志，常见原因包括
- 病毒性肝炎（如乙型、丙型肝炎）
- 酒精性肝病
- 药物性肝损伤
- 非酒精性脂肪性肝病（NAFLD）
- 心血管疾病和代谢性疾病

#### 谷丙转氨酶升高的生理波动与其他检测
谷丙转氨酶的升高不一定意味着病变的发生，正常的生理波动（如一天中的自然起伏、运动后短暂升高等）也是常见现象。因此，在评估谷丙转氨酶水平升高时，通常结合其他肝功能标志物（如碱性磷酸酶、谷草转氨酶（AST））进行综合分析。

### 含量偏高
谷丙转氨酶的含量升高往往意味着酒精肝或病毒性肝炎，充血性心力衰竭、肝损伤、胆管损伤，传染性单核细胞增多症或肌病等疾病的存在。因此，谷丙转氨酶常常被用来确认肝脏的问题。但是，谷丙转氨酶含量升高并不一定意味着病变的发生。一天内谷丙转氨酶的含量也会有正常的起伏。谷丙转氨酶含量也会由于剧烈运动而升高。
当血液中的谷丙转氨酶含量增高时，其潜在的原因可以通过测量其他酶而确定。例如，由于肝细胞损伤导致的谷丙转氨酶含量升高，可以通过测量碱性磷酸酶与胆管损伤区别。同样，肌病也可以通过测量肌氨酸致活酶确定。
许多年来，美国红十字会使用谷丙转氨酶测试作为为确保血液供应安全所进行的一系列测试之一，并且推迟谷丙转氨酶升高的捐献者的捐献时间。这样做的目的是为了确认捐献者是否传染上了丙肝，因为在当时还没有专门的测试方法来确认丙肝。随着对丙肝的第二代酵素免疫分析法的出现，美国红十字会改变了该政策。在2003年7月，此前因为谷丙转氨酶含量增高被取消捐献资格的人，若没有其它的问题，可以继续捐献血液。

## 未来的应用和发展方向
- 人工智能和大数据分析

近年来，利用人工智能（AI）和大数据分析对谷丙转氨酶及其他生物标志物进行综合分析，以预测慢性肝病进展、评估肝癌风险等已成为一项前沿研究。结合谷丙转氨酶的动态变化与其他临床参数，AI可以为个体化治疗和健康管理提供更精准的指导。
- 新的生物标志物组合

研究者正在探索谷丙转氨酶与其他生物标志物的联合应用，以期提高诊断的敏感性和特异性，特别是在肝癌早期筛查和代谢性疾病管理中，谷丙转氨酶的动态监测可能成为未来的重要工具。